# جايابالا
كان جايابالا أو جايبال أحد حكام سلالة شاهي الهندوسية من 964 إلى 1001 م.
امتدت مملكته من لغمان إلى كشمير ومن سيرهيند إلى ملتان، وكانت بيشاور في المنتصف.  كان ابن هوتبال ووالد أناندابالا.  تسجل نقوش باري كوت لقبه الكامل باسم "Parama Bhattaraka Maharajadhiraja Sri Jayapaladeva". 

## تاريخ
حارب جايابالا ضد الغزنويين في منطقة غاندهارا في الهند القديمة، والتي تقع الآن في شمال شرق أفغانستان الحديث وشمال غرب باكستان، حتى هُزمت أخيرًا في بيشاور من قبل القوات المتفوقة للأخيرة. هاجم جايابالا الغزنويين وغزا عاصمتهم غزنة في عهد سبكتكين وعهد ابنه محمود، مما أدى إلى صراع المسلمين الغزنويين وشاهات الهندوس.  ومع ذلك، هُزم جايابالا، وأُجبر على دفع الجزية لسبكتكين.  توقف مهراجا جايابالا عن دفع الجزية وخرج إلى ساحة المعركة مرة أخرى.  ومع ذلك، فقد مهراجا جايابالا المعركة والسيطرة على المنطقة بأكملها بين وادي كابول وممر خيبر. 
قبل أن يبدأ كفاحه، كان جايابالا قد أقام جيشًا صغيرًا من البنجابيين. عندما ذهب جايابالا إلى منطقة البنجاب، أعدّ جيشه من 10000 فارس ومجموعة أصغر من المشاة. بحسب فيريشته :
ومع ذلك، كان الجيش ميؤوسًا منه في المعركة ضد القوات الشرقية، وخاصة ضد البنجابيين.  في عام 1001، بعد فترة وجيزة من وصول السلطان محمود إلى السلطة واحتلالهللقراخانيين شمال هندو كوش، هاجم مهراجا جايابالا غزنة مرة أخرى وعانى من هزيمته الأولى على يد القوات الغزنوية العديدة القوية، بالقرب من بيشاور الحالية. بعد معركة بيشاور، تم القبض على جايابالا، وعلى الرغم من أنه تم تحريره مقابل فدية قدرها 50 فيل. تنازل لصالح ابنه وانتحر في محرقة جنائزية.    

## بعد جايابالا
خلف جايابالا ابنه أناندابالا،  الذي شارك مع الأجيال المتعاقبة الأخرى من سلالة الشاهات في حملات مختلفة ضد تقدم الغزنويين لعقود من الزمان بنجاح في منعهم من عبور نهر السند. 

## أنظر أيضا
- غاندهارا
- قائمة حكام لاهور